# Lubiewo (gromada)
Lubiewo – dawna gromada, czyli najmniejsza jednostka podziału terytorialnego Polskiej Rzeczypospolitej Ludowej w latach 1954–1972.
Gromady, z gromadzkimi radami narodowymi (GRN) jako organami władzy najniższego stopnia na wsi, funkcjonowały od reformy reorganizującej administrację wiejską przeprowadzonej jesienią 1954 do momentu ich zniesienia z dniem 1 stycznia 1973, tym samym wypierając organizację gminną w latach 1954–1972.
Gromadę Lubiewo z siedzibą GRN w Lubiewie utworzono – jako jedną z 8759 gromad na obszarze Polski – w powiecie tucholskim w woj. bydgoskim, na mocy uchwały nr 24/15 WRN w Bydgoszczy z dnia 5 października 1954. W skład jednostki weszły obszary dotychczasowych gromad Lubiewo, Lubiewice i Trutnowo ze zniesionej gminy Bysław w powiecie tucholskim oraz osiedle Bruchniewo z dotychczasowej gromady Jania Góra ze zniesionej gminy Świekatowo w powiecie świeckim w tymże województwie. Dla gromady ustalono 10 członków gromadzkiej rady narodowej.
31 grudnia 1961 do gromady Lubiewo włączono wsie Cierpiewo i Sucha ze znoszonej gromady Sucha w powiecie świeckim w tymże województwie.
1 stycznia 1969 do gromady Lubiewo włączono sołectwo Klonowo o ogólnej powierzchni 1007,44 ha z gromady Bysław w tymże powiecie.
Gromada przetrwała do końca 1972 roku, czyli do kolejnej reformy gminnej. 1 stycznia 1973 w powiecie tucholskim utworzono gminę Lubiewo.